# Mykhailo Romanchuk
Mykhailo Romanchuk (Rivne, 7 de agosto de 1996) é um nadador ucraniano, medalhista olímpico.

## Carreira
Honda conquistou a medalha de prata nos Jogos Olímpicos de Verão de 2020 em Tóquio na prova de 1500 m livre masculino com a marca de 14:40.66 e o bronze nos 800 m livre masculino com o tempo de 7:42.33.
campeonato Mundial MEDALHA DE PRATA 800m livre 